# جان فیلیپ دو کن
جان فیلیپ دو کن (انگلیسی: John Philip Du Cane; ۵ مهٔ ۱۸۶۵ – ۵ آوریل ۱۹۴۷) فرد نظامی اهل بریتانیا بود. وی همچنین برندهٔ جوایزی همچون نشان حمام شده‌است.